# Menahem E. Yaari

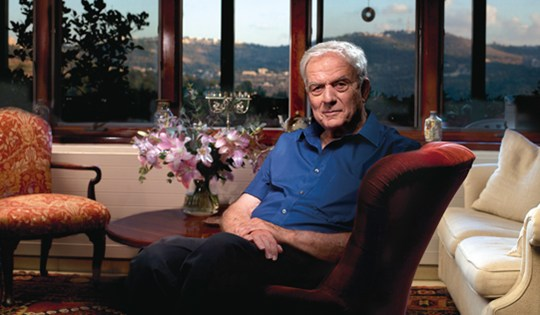
Menachem Yari 2012

Menahem Eliahu Yaʿari (hebräisch מְנַחֵם יַעֲרִי Mənachem Jaʿarī; * 26. April 1935 in Jerusalem) ist ein israelischer Wirtschaftswissenschaftler.

## Leben
Yaʿari studierte in Jerusalem Wirtschaftswissenschaften und Philosophie. 1958 erwarb er den B.A., 1962 den Doktorgrad an der Stanford University. Von 1962 bis 1967 war er Assistant Professor und Associate Professor an der Yale University sowie Mitglied der Cowles Foundation for Research in Economics. 1967 ging er nach Jerusalem zurück, wo er bis 1970 als Senior Lecturer und Associate Professor Wirtschaftswissenschaften und Wissenschaftsphilosophie an der Hebräischen Universität unterrichtete. Von 1968 bis 1975 war er Mitherausgeber der Zeitschrift Econometrica, seit 1969 ist er Mitglied der Econometric Society.
1971 erhielt Yaʿari die S. A. Schonbrunn-Professur für Mathematische Wirtschaftswissenschaften. Im selben Jahr wurde er Vorsitzender des Department of Economics (bis 1973). Von 1985 bis 1992 war er Direktor des Institute for Advanced Studies. 1989/90 war er Overseas Fellow an der Universität Cambridge. Die Ben-Gurion-Universität im Negev verlieh Yaʿari 1989 die Ehrendoktorwürde. Von 1992 bis 1997 war er Präsident der Open University of Israel. 1994 gehörte er der vierköpfigen staatlichen Kommission zur Untersuchung des vom nationalreligiösen Terroristen Baruch Goldstein verübten Hebron-Massakers an. Von 1994 bis 1995 war er Vizepräsident der Israel Academy of Sciences and Humanities, der er seit 1991 angehört. Im Oktober 1998 wurde Yaʿari emeritiert. 1999 war er Vorsitzender des Jerusalem Music Centre Executive Committee. Von 2000 bis 2001 war Yaʿari Member am Institute for Advanced Study der Universität Princeton.
2004, inzwischen Vorsitzender der Israelischen Akademie der Wissenschaften, gründete er gemeinsam mit Sari Nusseibeh die Israeli-Palestinian Science Organization (IPSO) – eine Nichtregierungsorganisation zur Förderung der wissenschaftlichen Zusammenarbeit zwischen Israelis und Palästinensern. Yaʿari ist Mitglied des Vorstands des Zentrums für die Erneuerung der israelischen Demokratie Molad. 2011 gehörte er als einer von 27 Trägern des Israel-Preises zu einer Gruppe mehrerer Dutzend prominenter israelischer Intellektueller, die in einem gemeinsamen Aufruf den vollständigen Rückzug Israels aus den seit 1967 besetzten Gebieten und die Anerkennung eines dort zu errichtenden Palästinenserstaates forderten, sowie eines an die Staaten der Europäischen Union gerichteten Aufrufs zur Anerkennung des Staates Palästina. 2016 unterzeichnete er einen Aufruf rund 500 israelischer Intellektueller an die Juden der Diaspora, zur „Rettung Israels“ gemeinsam mit israelischen Partnern für ein Ende der Besatzung und eine „neue Zukunft“ zu wirken.
Yaʿari hatte zahlreiche Gastprofessuren inne, darunter Berkeley, Pennsylvania, London School of Economics, Cambridge University und University of London.

## Auszeichnungen und Mitgliedschaften
- 1987 Israel-Preis
- 1988 Auswärtiges Mitglied der American Academy of Arts and Sciences
- 1989 D.Phil. H.C., Ben-Gurion-Universität im Negev
- 1991 Mitglied der Israel Academy of Sciences and Humanities
- 1993 Auswärtiges Ehrenmitglied der American Economic Association
- 1994 Rothschild-Preis der Sozialwissenschaften
- 1996 Ordentliches Mitglied der Berlin-Brandenburgischen Akademie der Wissenschaften
- 2004–2010 Präsident der Israel Academy of Sciences and Humanities
- 2004 Ko-Gründer der Israeli-Palestinian Science Organization
- 2008 Mitglied der American Philosophical Society[8]
- 2012 EMET-Preis in der Kategorie Sozialwissenschaften